# Yabba-Dabba Dinosaurs
Yabba Dabba Dinosaurs è una serie televisiva animata statunitense del 2020,
Spin-off de Gli antenati, la serie, come Cave Kids, si concentra sulle vite dei migliori amici Ciottolina Flintstone e Bam Bam Rubble, a cui si unisce Dino nella maggior parte delle loro avventure nell'età della pietra.
La serie viene trasmessa nel Regno Unito e in Irlanda su Boomerang dal 3 febbraio 2020. In Italia la serie viene trasmessa su Boomerang dal 16 marzo al 30 agosto 2020 e su Cartoonito dal 14 dicembre 2020 al 7 marzo 2021.

## Trama
La serie mette a fuoco la vita dei piccoli Ciottolina, figlia di Fred e Wilma e Bam Bam, figlio di Barney e Betty. In tutte le avventure nell'età della pietra si uniscono a Dino.

## Personaggi e doppiatori

### Personaggi principali
- Ciottolina Flintstone (in originale: Pebbles), voce originale di Jessica DiCicco, italiana di Emanuela Ionica.
- Bam Bam Rubble (in originale: Bamm-Bamm), voce originale di Ely Henry, italiana di Niccolò Guidi.
- Fred Flintstone, voce originale di Jeff Bergman, italiana di Roberto Draghetti.
- Wilma Flintstone, voce originale di Tress MacNeille, italiana di Deborah Ciccorelli.
- Barney Rubble, voce originale di Kevin Michael Richardson, italiana di Alberto Bognanni.
- Betty Rubble, voce originale di Grey Griffin, italiana di Rachele Paolelli.

### Personaggi ricorrenti
- Dino, voce originale di Eric Bauza.
- Capo Gazoo, voce originale di Eric Bauza.
- Capitan Cavey (in originale: Captain Caveman), voce originale di Tom Megalis.

### Personaggi secondari
- Roccione T-rex, voce italiana di Alessandro Rossi.

## Episodi
| nº  | Titolo inglese                          | Titolo italiano                           | Prima TV USA     | Prima TV Italia |
| --- | --------------------------------------- | ----------------------------------------- | ---------------- | --------------- |
| 1a  | Mistaking Sides!                        | Il lago della discordia                   | 3 febbraio 2020  | 16 marzo 2020   |
| 1b  | Rock Me Plantasaurus                    | Un piantosauro turbolento                 | 3 febbraio 2020  | 16 marzo 2020   |
| 2a  | Yabba-Dabba-Dabba Kamma-Kamma-Chameleon | Ciottolina e il Camaleosauro              | 4 febbraio 2020  | 17 marzo 2020   |
| 2b  | Treehouse Blues                         | La casa sull'albero                       | 4 febbraio 2020  | 17 marzo 2020   |
| 3a  | Yabba Dabba Don't                       | Una punizione esemplare                   | 5 febbraio 2020  | 18 marzo 2020   |
| 3b  | Alien vs. Pebbles                       | Acchiapparello alieno                     | 5 febbraio 2020  | 18 marzo 2020   |
| 4a  | Gonna Fly Now                           | Io volerò                                 | 6 febbraio 2020  | 19 marzo 2020   |
| 4b  | The Grass Is Always Dinner              | L'erba del vicino è sempre più appetitosa | 6 febbraio 2020  | 19 marzo 2020   |
| 5a  | Dawn of the Disposals                   | Dolcetto scherzetto                       | 7 febbraio 2020  | 20 marzo 2020   |
| 5b  | Agony Alley                             | I dinosauri spaventevoli                  | 7 febbraio 2020  | 20 marzo 2020   |
| 6a  | Dino Holds Barred                       | L'incontenibile Dino                      | 10 febbraio 2020 | 23 marzo 2020   |
| 6b  | The Spirit of Frostnos                  | Lo spirito del Gelatale                   | 10 febbraio 2020 | 23 marzo 2020   |
| 7a  | Invasion of the Trendsetters            | Le lumalabbra                             | 11 febbraio 2020 | 24 marzo 2020   |
| 7b  | Bammnesia                               | Bam… nesia                                | 11 febbraio 2020 | 24 marzo 2020   |
| 8a  | The Rocks and the Rolliest              | La Corsa del Masso                        | 12 febbraio 2020 | 25 marzo 2020   |
| 8b  | The Dino Whisperer                      | Rivogliamo Dino                           | 12 febbraio 2020 | 25 marzo 2020   |
| 9a  | Dinosaurs with Angel Faces              | Il lato nascosto di Ciottolina            | 13 febbraio 2020 | 26 marzo 2020   |
| 9b  | The Puddle Sitters Club                 | La bambina e il dinosauro                 | 13 febbraio 2020 | 26 marzo 2020   |
| 10a | Doppel Dino                             | Doppio Dino                               | 14 febbraio 2020 | 27 marzo 2020   |
| 10b | Pave Crag-adise                         | Affari nel bosco                          | 14 febbraio 2020 | 27 marzo 2020   |
| 11a | Art Attack                              | L'inganno dei dipinti                     | 17 febbraio 2020 | 30 marzo 2020   |
| 11b | Over My Shed Body                       | Il guscio di Molty                        | 17 febbraio 2020 | 30 marzo 2020   |
| 12a | Goo-rillas in the Mist                  | Fangotarghi nelle nebbie                  | 18 febbraio 2020 | 31 marzo 2020   |
| 12b | Woman from the Future                   | La donna del futuro                       | 18 febbraio 2020 | 31 marzo 2020   |
| 13a | Caveman Begins                          | Capitan Cavey l'aiuta-tutti               | 19 febbraio 2020 | 1º aprile 2020  |
| 13b | The Point of a Friend                   | Il valore dell'amicizia                   | 19 febbraio 2020 | 1º aprile 2020  |